# شهرستان سیریک
شهرستان سیریک یکی از شهرستان‌های استان هرمزگان در جنوب ایران است. مرکز این شهرستان، شهر سیریک است.
این شهرستان در تاریخ ۱ دی ۱۳۸۶ از شهرستان میناب جدا شد و مستقل گردید.

## پیشینه
شهرستان سیریک در سال ۱۳۸۶ از شهرستان میناب تفکیک شده و به عنوان شهرستانی جدید به تقسیمات کشوری اضافه شده‌است؛ تا پیش از آن، این شهرستان با نام بخش بیابان، یکی از بخش‌های تابعه شهرستان میناب بود.

## موقعیت جغرافیایی
شهرستان سیریک از شمال با شهرستان میناب، از جنوب با شهرستان جاسک و از شرق با شهرستان میناب و شهرستان بشاگرد و از غرب با دریای عمان همسایه است.

## مردم‌شناسی
دین مردم شهرستان سیریک، اسلام و پیرو مذهب اهل سنت هستند، به زبان بلوچی و گویش بندری گویش سيريکی از (گویش های گرمسیری) سخن می‌گویند؛ و فرهنگ این شهرستان، ترکیبی از فرهنگ بلوچی و فرهنگ بندری است.
شغل مردم شهرستان سیریک کشاورزی، صیادی و تجارت از طریق دریا که بیشتر با شناورهای چوبی لنج با کشورهای پیرامون خلیج فارس و دریای عمان می‌باشد.

## تقسیمات کشوری
شهرستان سیریک دارای ۲ بخش، ۴ دهستان و ۳ شهر به نام‌های زیر است:

### شهرستان سیریک
| بخش   | مرکز بخش    | جمعیت بخش ۱۳۹۵ | نام دهستان | مرکز دهستان | جمعیت دهستان ۱۳۹۵ | شهر         | جمعیت شهر ۱۳۹۵      |
| ----- | ----------- | -------------- | ---------- | ----------- | ----------------- | ----------- | ------------------- |
| مرکزی | سیریک       | ۳۱٬۵۵۰ نفر     | بیابان     | گونمردی     | ۱۳٬۵۵۶ نفر        | سیریک گروگ  | ۵٬۱۳۷ نفر ۴٬۰۰۸ نفر |
| مرکزی | سیریک       | ۳۱٬۵۵۰ نفر     | سیریک      | سیریک       | ۸٬۸۴۶ نفر         | سیریک گروگ  | ۵٬۱۳۷ نفر ۴٬۰۰۸ نفر |
| بمانی | بندر کوهستک | ۱۴٬۱۷۳ نفر     | بمانی      | بندر کوهستک | ۵٬۵۶۵ نفر         | بندر کوهستک | ۳٬۰۶۰ نفر           |
| بمانی | بندر کوهستک | ۱۴٬۱۷۳ نفر     | شاهمردی    | شهیدمردان   | ۵٬۵۴۸ نفر         | بندر کوهستک | ۳٬۰۶۰ نفر           |

## جمعیت
بر پایه سرشماری عمومی نفوس و مسکن در سال ۱۳۹۵، جمعیت شهرستان سیریک برابر با ۴۵٬۷۲۳ نفر بوده‌است.

## جاذبه‌های گردشگری

### جاذبه‌های طبیعی
- تالاب (خور) آذینی

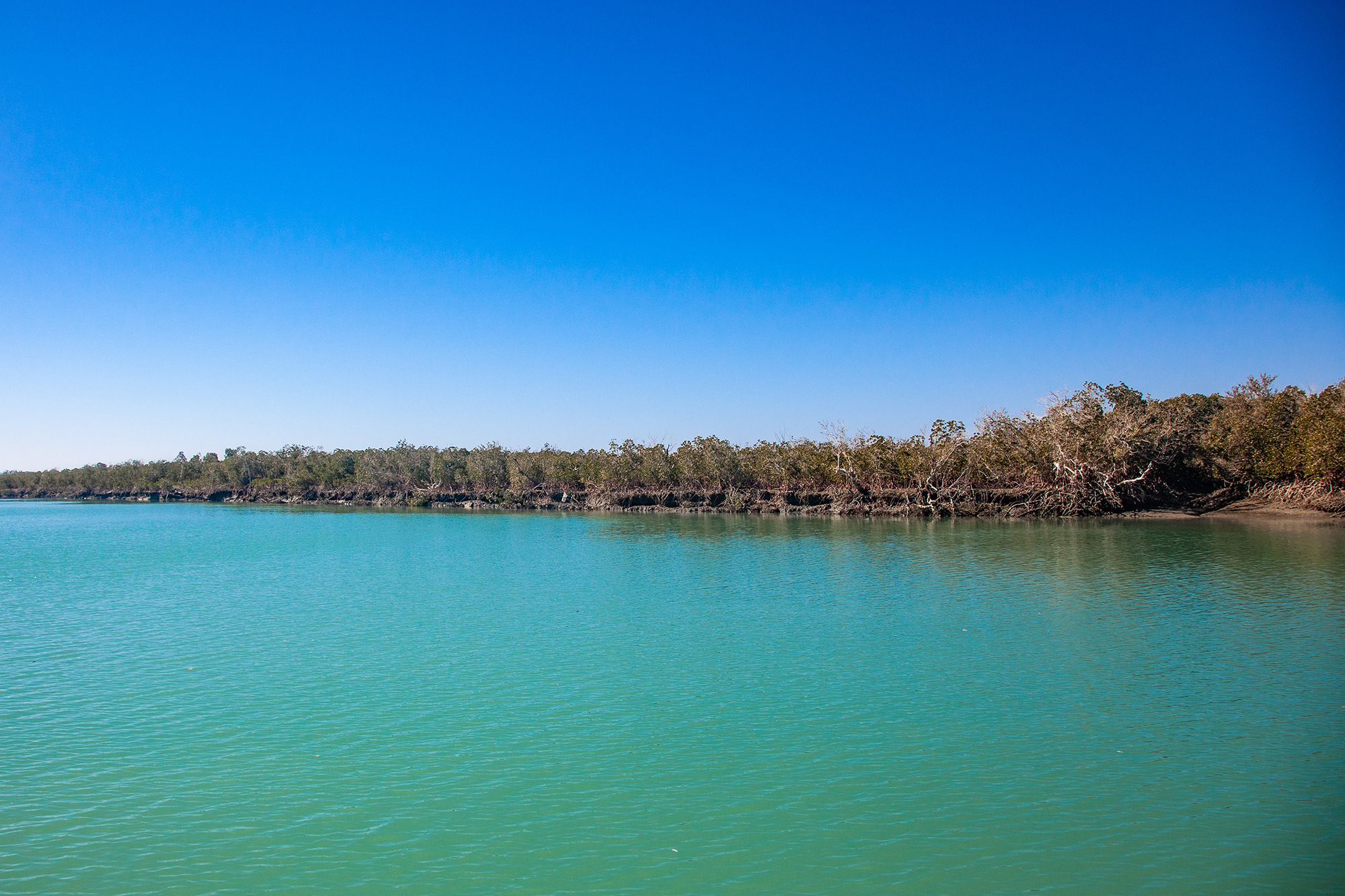
تالاب (خور) آذینی در روستای گونمردی

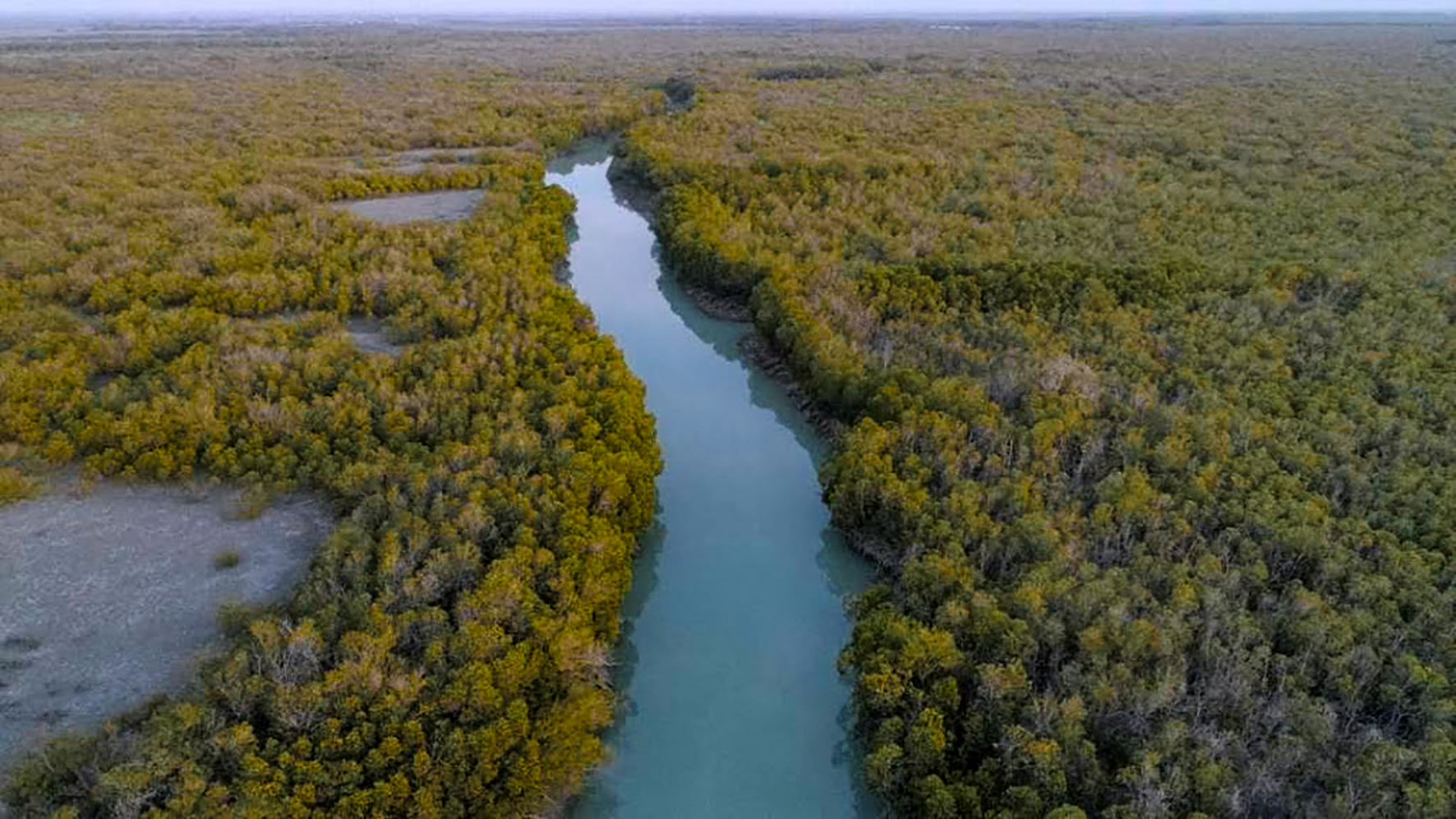
تالاب (خور) آذینی در روستای گونمردی

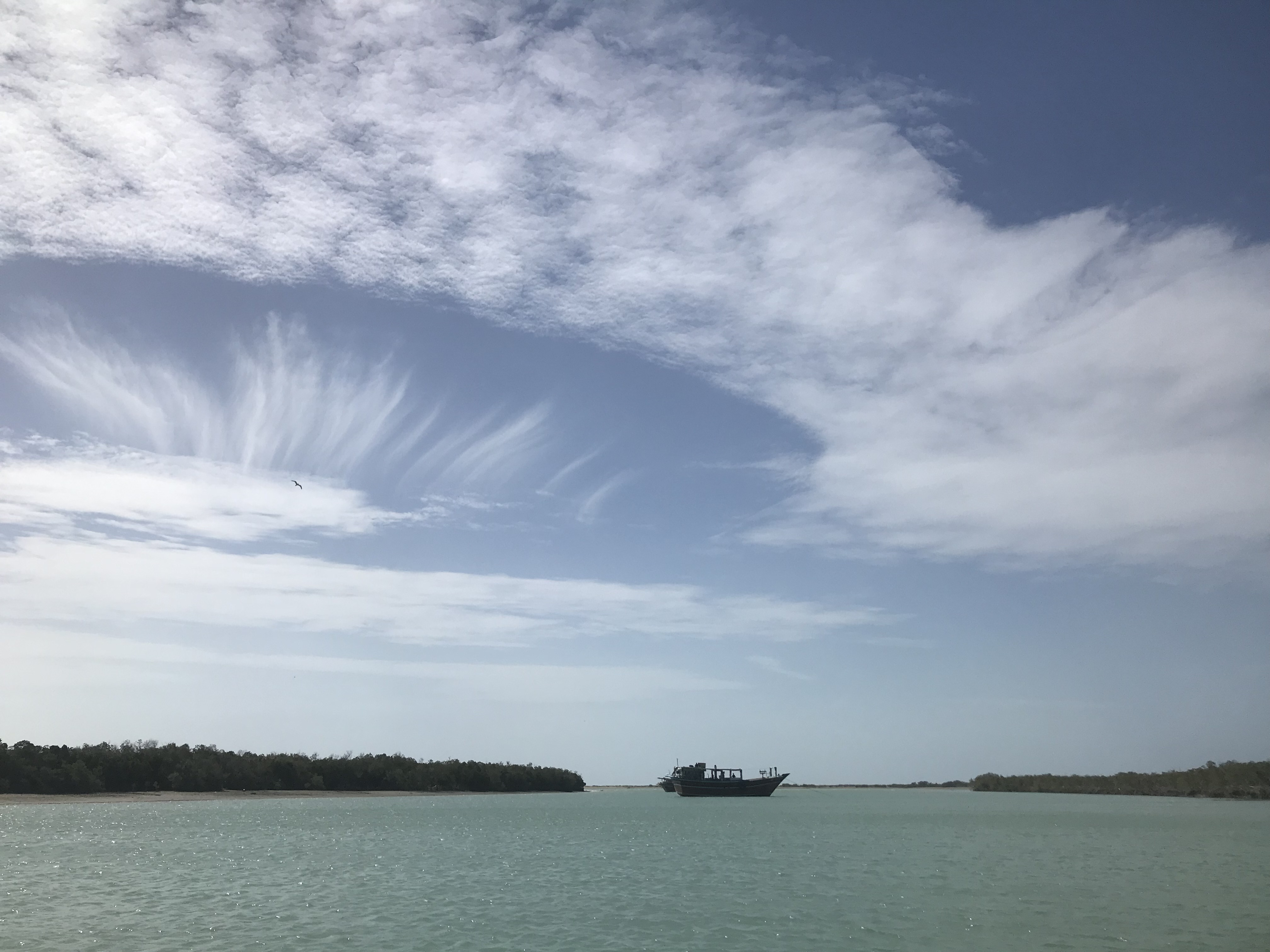
تالاب (خور) آذینی در روستای گونمردی

تالاب آذینی که در گویش محلی با نام خور آذینی هم شناخته می‌شود، با وسعتی در حدود ۵۰۰ هکتار در شهرستان سیریک و در ۳۵ کیلومتری شهر سیریک قرار دارد؛ این تالاب، یکی از چهار تالاب بین‌المللی هرمزگان است. در این تالاب انبوه درختان حرّا، گونهٔ منحصربه فرد چَندَل و گونه‌های مختلف جانوری و گیاهی وجود دارد. خور آذینی بخشی از  تالاب دلتای رود گز و حرا که جز کنوانسیون رامسر می باشد.
شرایط زیستی حاکم بر جنگل‌های این منطقه موجب شده تا گونه‌های مختلف جانوران و گیاهان در آن ادامه حیات دهند و پرندگان بسیاری در زمستان به این منطقه مهاجرت کنند.
هنگام مدّ و بالا آمدن دریا می‌توان با قایق‌های موتوری در آبراه‌های این جنگل گشت و در هنگام جزر و پایین رفتن آب هم می‌توان نیمهٔ پنهان درختان زیر آب را دید.
- ساحل کوهستک

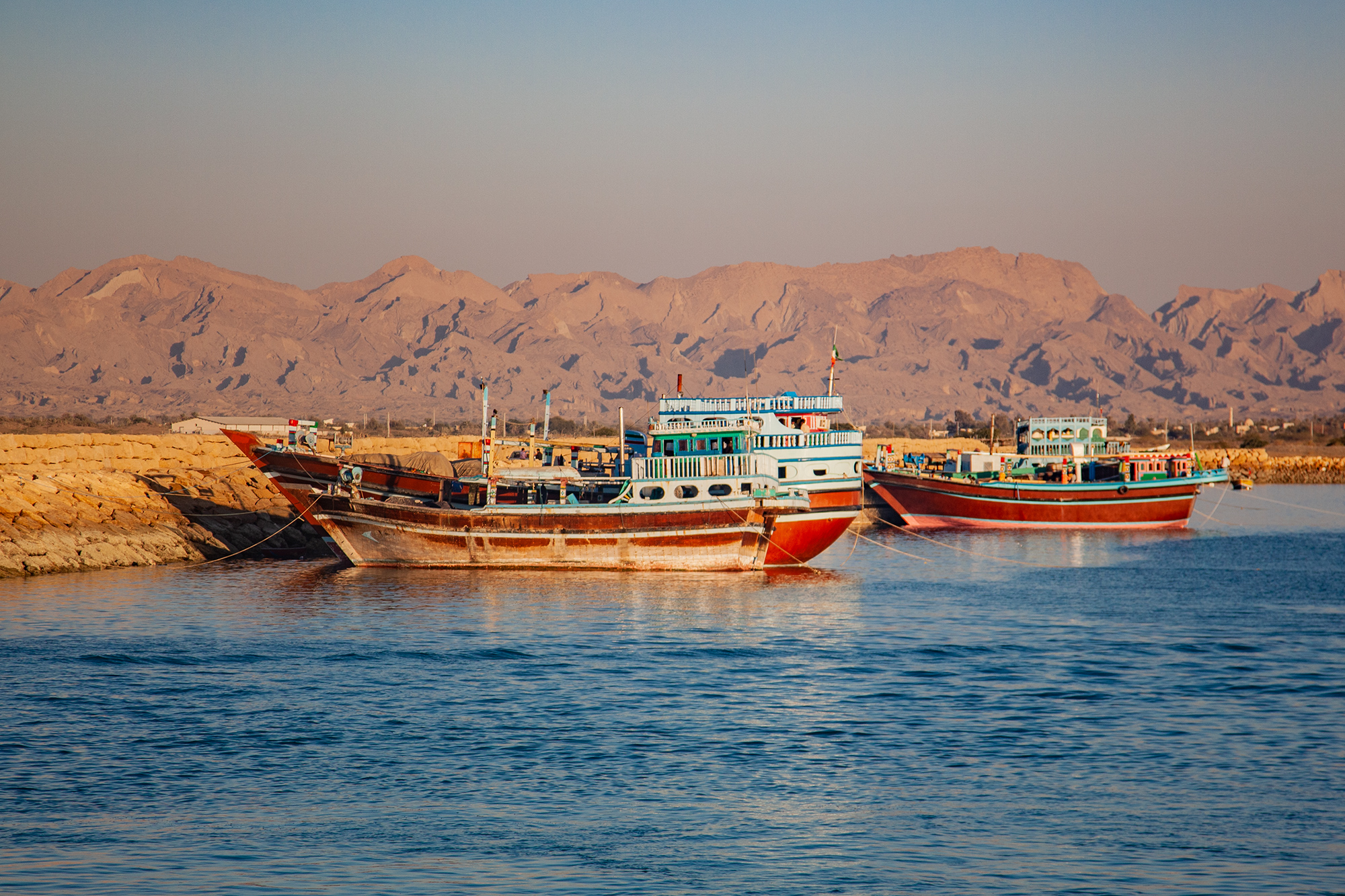
لنجها در بندرگاه بندر کوهستک

سواحل شنی بکر و زیبای شهر نمونه گردشگری بندر کوهستک، یکی از مناطق گردشگرپذیر این شهرستان است.
از دیگر جاذبه‌های طبیعی شهرستان می‌توان به سواحل شنی روستای گروک تا شهر سیریک، درختان لور پالور، سد و باغات روستای کنارجو، سواحل شنی روستای کرپان و گهردو و چشمه آب‌گرم گروک اشاره نمود.

### آثار تاریخی
- معبد عشاق

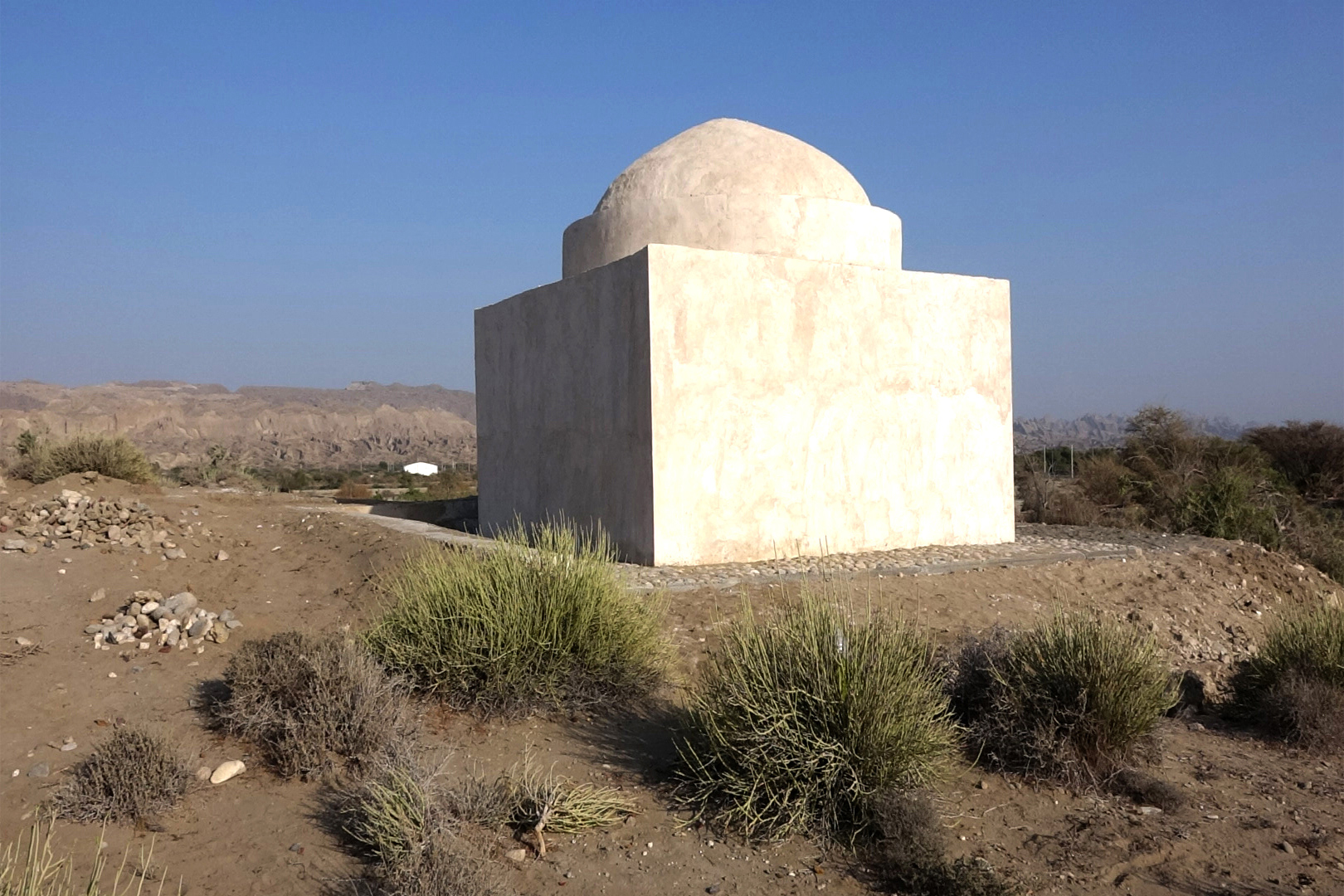
معبدعشاق، گروگ

این بنا مربوط به دوره صفوی است و در شهر گروگ واقع شده‌است. بنا به افسانه‌ای در باور مردم حدود چهارصد سال پیش، دو جوان از طایفه‌هایی متخاصم دلباختهٔ هم می‌شوند اما با مخالفت شدید روبه‌رو می‌شوند؛ این واقعه به مرگ آن‌ها ختم می‌شود.
- قلعه شاداب (کلاگت)

این قلعه در ۴۵ کیلومتری مرکز شهرستان و بر فراز صخره‌های بلند در روستای کنارجو از توابع بخش بمانی قرار دارد. از این قلعه سفال‌های رنگارنگی مربوط به قرون متاخر اسلامی بدست آمده و به نظر می‌رسد از قرن نهم تا یازدهم هجری مورد استفاده بوده‌است.
- قلعه سیریک (کلات میرحاجی)

این قلعه در روستای سیریک کهنه و در فاصله ۳ کیلومتری شهر سیریک قرار دارد و به نام «کلات میرحاجی» نیز معروف است. این قلعه که امیرنشین بوده در قرن هشتم تا دهم هجری استفاده می‌شده و در آن سکونت داشته‌اند.
- گمرک کوهستک

این بنا که در شهر بندر کوهستک قرار دارد، مربوط به دوره پهلوی دوم است و در سال ۱۳۸۶ در فهرست آثار ملی ایران به ثبت رسیده‌است.
قدمگاه شاه‌محمد نیز از دیگر آثار تاریخی این شهرستان هستند.

## صنایع‌دستی

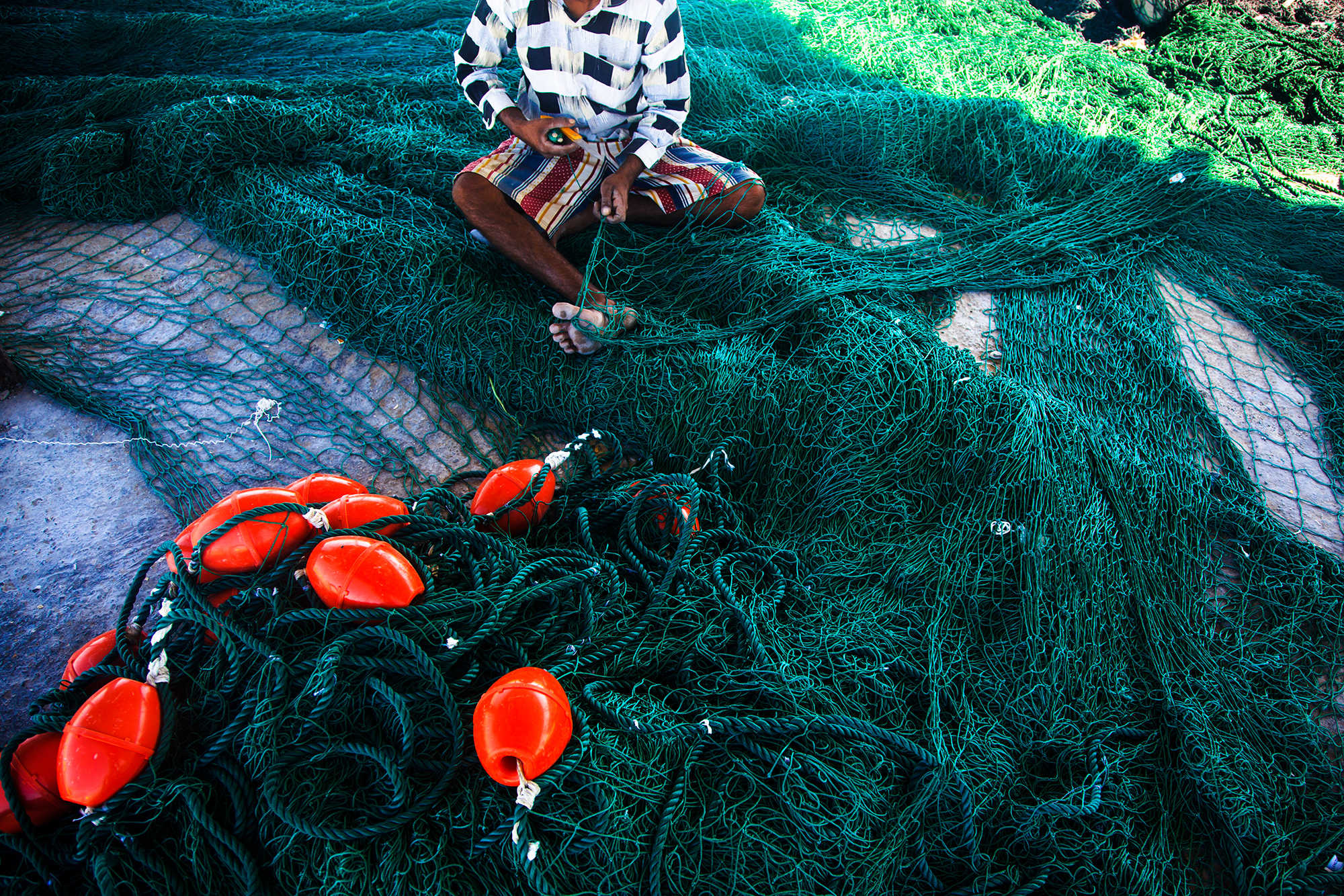
توربافی صیادان در سیریک

هنرهای دستی همچون بُرقَع‌دوزی، سوزن‌دوزی، زری‌بافی، گلابتون‌دوزی و نیز گرگوربافی، سِوِندبافی، چادرشب‌بافی و سبدبافی از صنایع‌دستی رایج در شهرستان سیریک است.